# Per From

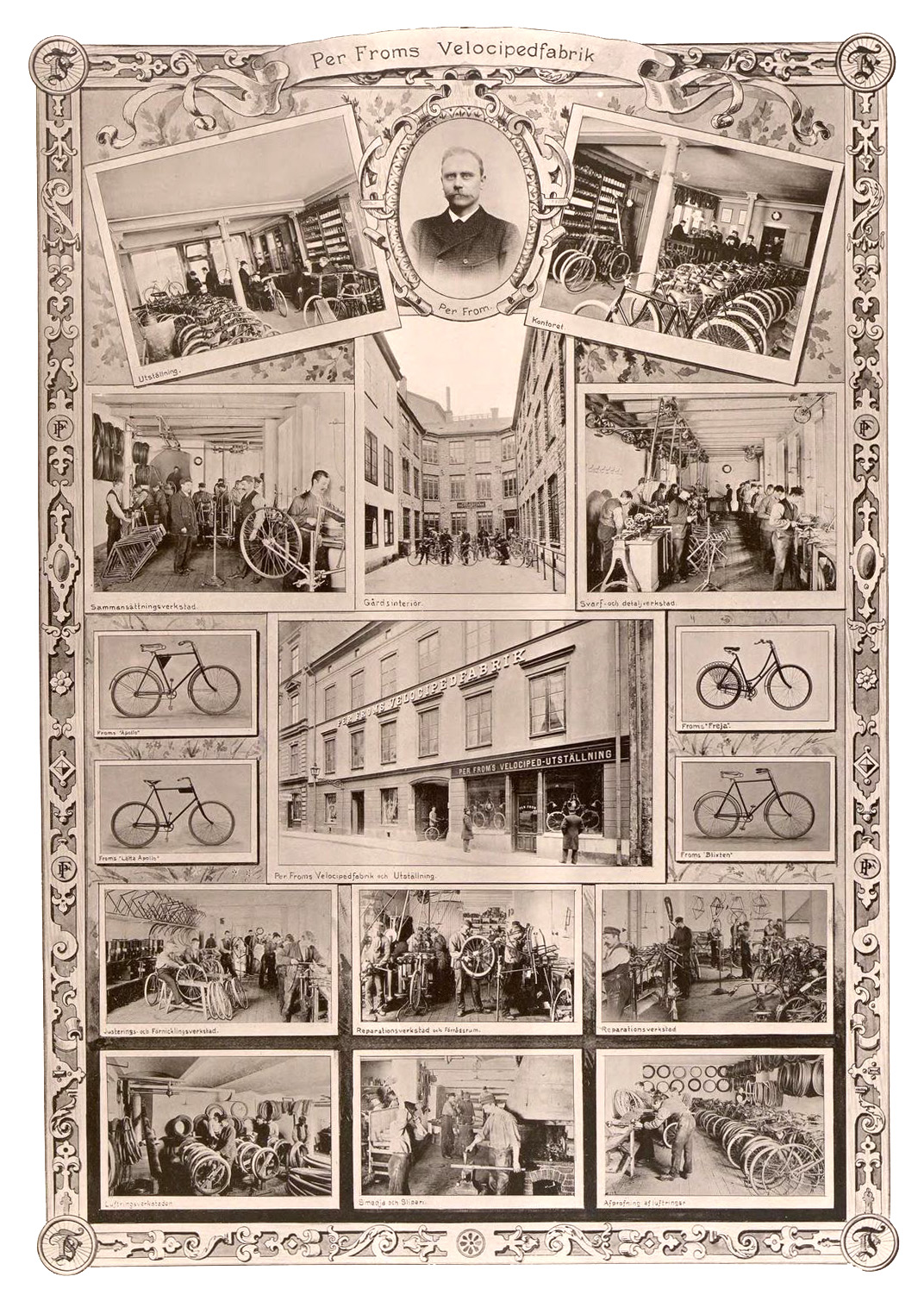
Velocipedsfabriken presenterad i bildverk omkring år 1900.

Per From, född 22 maj 1856 i Norrbyn, Söderala socken, Gävleborgs län, död 27 februari 1931 i Stockholm, var en tidig svensk cykelfabrikör.
Vid sidan av arbete på Bolinders mekaniska verkstäder i Stockholm följde From 1876-1879 aftonundervisningen vid Tekniska skolan och arbetade 1879-1883 vid en lokomotivverkstad i Philadelphia, USA. Tillsammans med Carl Bissmark från Halmstad grundade han 1883 i Stockholm verkstadsfirman Bissmark & From, som 1884 ändrade namn till Per Froms mekaniska verkstad. Firman började tillverka höghjulingar 1884, låghjuliga säkerhetscyklar 1887 och senare även andra typer som tandemcyklar, trehjulingar och transportcyklar. 
Redan 1869 hade vagnmakaren Johan Wilhelm Östberg tillverkat och hyrt ut velocipeder. Firman övertog 1889 Johan Wilhelm Östbergs lokaler på Mäster Samuelsgatan 54B. Den blev 1892 kunglig hovleverantör och tillverkningen prisbelönades på Stockholmsutställningen 1897. Firman ombildades 1903 till aktiebolag.
From var 1898-1903 stadsfullmäktig i Stockholms stad.